# Johann Andreas Thelott
Johann Andreas Thelott (* 10. April 1655 in Augsburg; † 25. Juni 1734 ebenda) war ein deutscher Goldschmied, Zeichner und Kupferstecher.

## Leben
Thelott, aus einer im 16. Jahrhundert aus Dijon emigrierten Hugenottenfamilie stammend, die seit 1585 mit den Goldschmieden Christoph Andreas und Cornelis Daniel Thelott in Augsburg nachweisbar ist, wurde als Sohn des Goldschmieds Israel Thelott geboren und von diesem anfangs ausgebildet. 1687 unternahm der Sohn eine Reise nach Rom. Nach seiner Rückkehr nach Augsburg erhielt er nach Anfertigung eines Deckelpokals sein Meisterrecht.
Thelott arbeitete zeitweilig mit Joseph Friedrich Leopold zusammen.
Thelott ist Vater der Kupferstecher Jakob Gottlieb Thelott und Johann Gottfried Thelott, Großvater der Kupferstecher Ernst Carl Thelott und Johann Paul Thelott sowie Urgroßvater der Porträtmaler Karl Franz Joseph Thelott und Ernst Joseph Thelott.

## Signaturen und Besonderheiten
- Silberne Pokale und Kannen stempelte Thelott, wie bei der Zunft üblich, mit einer Figur aus seinem Wappen, einem Anker.[1]
- Den figürlichen Treibarbeiten Thelotts, beispielsweise Kalendern und Uhrschildern, gab er einen persönlichen Charakter; er ergänzte sie mit frei aufgelöteten Figuren und stufte die Hintergründe – anders als seinerzeit üblich – durch stärkere oder geringere Punzierungen ab. Die Treibarbeiten waren auf diese Art eher auf ihre oberflächliche Wirkung als auf Massivität ausgerichtet, entsprechend preiswerter und – neben dem Anker mit dem Namen Thelotts als Künstlersignatur versehen.[1]

## Bekannte Werke

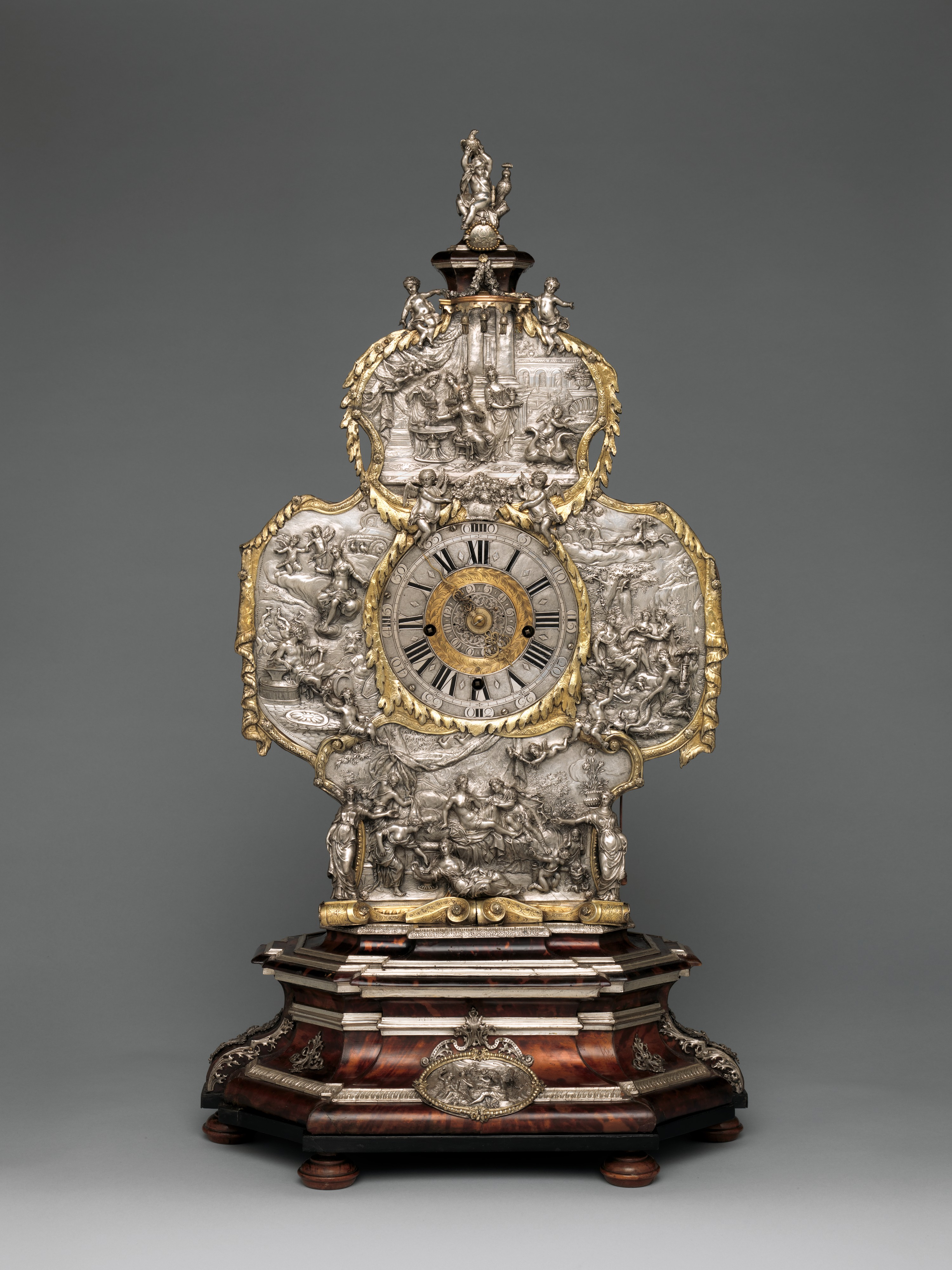
Uhr von Franz Xaver Gegenreiner und Johann Andreas Thelott (Gehäuse)

Von Thelott stammen zahlreiche Goldschmiedearbeiten, Zeichnungen und Radierungen.
Silber und Gold
- Neben Arbeiten aus der Hand Thelotts in Dresden und München fanden sich Werke im Besitz bei Fürst Fugger in Augsburg und dem Baron Rothschild in Frankfurt am Main.[1]
- „Ein Stück im kunsthistorischen Museum zu Wien ist laut Inschrift im J. 1687 zu Rom gefertigt“.[1]
- 40 beglaubigte Werke zählte Marc Rosenberg in seinem Werk Der Goldschmiede Merkzeichen auf.[1]
- Das Metropolitan Museum of Art zeigt silberne Treibarbeiten Thelotts, so
  - eine silberplattierte Uhr des Uhrmachermeisters Franz Xaver Gegenreiner,[3] sowie
  - einen aufwendig verzierten Spiegel als Gemeinschaftsarbeit Thelotts mit dem Silberschreiner Johann Valentin Gevers.[5]
- Das Maximilianmuseum verwahrt das Meisterstück Thelotts, einen Deckelpokal von 1689.[2]

Drucke
- Die Staatsbibliothek zu Berlin hat Werke Thelotts digitalisiert.
- Werke auf Papier hält der Bibliotheksverbund Bayern bereit.
- Das Hochschulbibliothekszentrum des Landes Nordrhein-Westfalen hält Digitalisierte Drucke des Künstlers vor.
- Auch das Zentrale Verzeichnis Digitalisierter Drucke wartet online mit Arbeiten Thelotts auf.

## Ehrungen
Nach der Familie Thelott ist in Augsburg die Thelottstraße im gleichnamigen Thelottviertel benannt.